# Calabritto
Calabritto là một đô thị (comune) thuộc tỉnh Avellino trong vùng Campania của Ý. Calabritto có diện tích 50,12 km2, dân số là 2567 người (thời điểm ngày 1/5/2009).